# Scabiosa transvaalensis
Scabiosa transvaalensis är en tvåhjärtbladig växtart som beskrevs av Spencer Le Marchant Moore. Scabiosa transvaalensis ingår i släktet fältväddar, och familjen Dipsacaceae. Inga underarter finns listade i Catalogue of Life.